# Radviliškis
Radviliškis  est une ville du nord de la Lituanie, de l'Apskritis de Šiauliai. Sa population est de 19404 habitants au recensement de 2009. Elle est jumelée avec la ville de Pologne Grodzisk Mazowiecki.

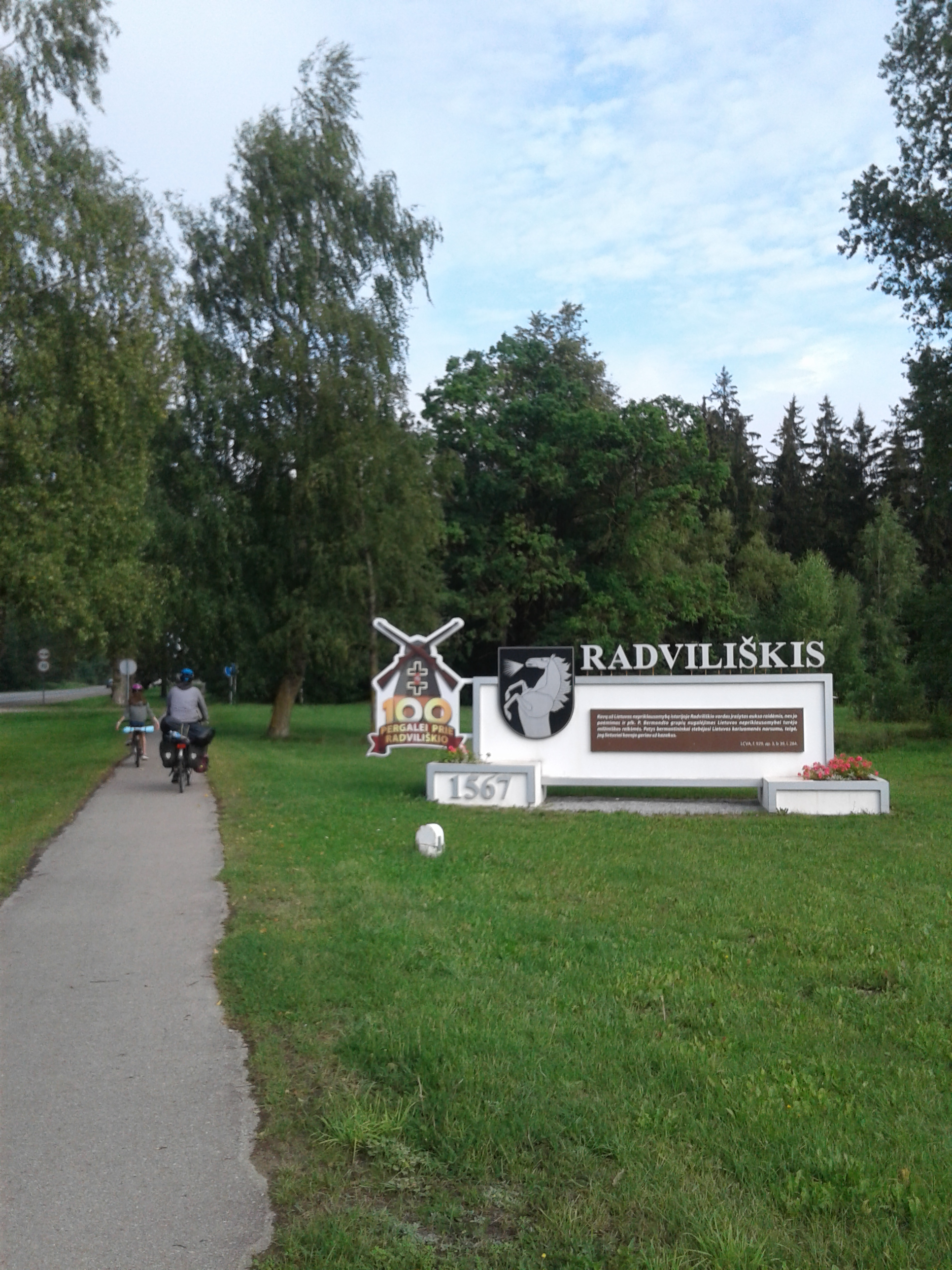
Panneau d'entrée de Radviliškis en août 2019

## Histoire
Le 12 juillet 1944, un einsatzgruppen d'allemands et de nationalistes lituaniens massacre 300 hommes juifs de la ville lors d'une exécution de masse.
Les femmes seront enfermées dans le ghetto de Žagarė où elles seront assassinées ultérieurement.

## Honneur
L'astéroïde (400072) Radviliskis est nommé en son honneur.